# Histopona egonpretneri
Histopona egonpretneri là một loài nhện trong họ Agelenidae.
Loài này thuộc chi Histopona. Histopona egonpretneri được Christa L. Deeleman-Reinhold miêu tả năm 1983.